# Operacja lwowska
Operacja lwowska – działania wojenne Wojska Polskiego i sprzymierzonej Armii Ukraińskiej Republiki Ludowej toczone z Armią Czerwoną na południowym odcinku frontu wschodniego od końca lipca do połowy października 1920. Obszar działań ograniczony był od północy terenem Polesia, a od południa granicami z Rumunią i Czechosłowacją, biegnącymi wzdłuż Dniestru i łuku Karpat.

## Etapy operacji lwowskiej
Za początek operacji lwowskiej uznano dzień 25 lipca 1920, kiedy to, po zakończeniu bitew pod Równem, Łuckiem i Dubnem, dowództwo Frontu Południowego wydało rozkaz nakazujący przegrupowanie do bitwy mającej na celu osaczenie i pobicie 1 Armii Konnej Siemiona Budionnego, a koniec to zagon kawaleryjski na Korosteń.
- faza wstępna to trwająca do pierwszych dni sierpnia bitwa pod Brodami i Beresteczkiem i toczone równolegle walki odwrotowe między Zbruczem i Seretem. Etap ten zakończył się częściowym pobiciem 1 Armii Konnej Siemiona Budionnego pod Brodami, ale na południu odwrotem znad Seretu[2].
- etap pierwszy to bitwa na przedpolach Lwowa stoczona przez polskie 3. i 6 Armię z armiami Frontu Południowo-Zachodniego na linii górnego Bugu i Gniłej Lipy oraz na bezpośrednich przedpolach miasta. W tym etapie sowieckie armie podjęły próbę zdobycia Lwowa dwustronnym oskrzydleniem od północy i południa z jednoczesnym atakiem ze wschodu. Etap ten zakończył się z końcem drugiej dekady sierpnia odwrotem przeciwnika na pozycje wyjściowe[2].
- etap drugi to bitwy toczone przez 3 i 6 Armię z 1 Armią Konną Budionnego i 12 Armią nad środkowym Bugiem, pod Zamościem i Komarowem, a także rozgrywające się jednocześnie na południu boje na wschód od Lwowa i nad Dniestrem, zakończone zwycięsko w pierwszych dniach września 1920[3].
- etap trzeci to przeprowadzona we wrześniu i w pierwszych dniach października kampania jesienna na Wołyniu i Podolu, zakończona wyparciem wojsk sowieckiego Frontu Południowo-Zachodniego z Małopolski Wschodniej za Zbrucz, a z Wołynia za Horyń[4].

## Siły stron

### Armia Czerwona
W pierwszej połowie sierpnia struktury Armii Czerwonej na froncie od Polesia do Karpat nie zmieniły się od czasu rozpoczęcia operacji lwowskiej. Na tym terenie działało gros sił Frontu Południowo-Zachodniego Jegorowa, ze stanowiskiem dowodzenia w Charkowie. W skład frontu wchodziły między innymi 12 Armia, 14 Armia i 1 Armia Konna Siemiona Budionnego. Już podczas operacji lwowskiej wyniknęły różnice zdań między Siergiejem Kamieniewem i Michaiłem Tuchaczewskim z jednej strony, a Aleksandrem Jegorowem i Józefem Stalinem z drugiej, w sprawie podporządkowania dowództwu Frontu Zachodniego armii operujących na odcinku przeciwpolskim. Ostatecznie 12 Armia i 1 Armia Konna przeszły pod rozkazy Michaiła Tuchaczewskiego. W początkach sierpnia prawe skrzydło Frontu Południowo-Zachodniego liczyło blisko 200 000 ludzi, miało ponad 2400 karabinów maszynowych i 300 dział.

Polski wywiad następująco oceniał siły sowieckie:
| Związek strategiczny                        | Data    | Związki operacyjne                | bagnety | szable | km   | działa |
| ------------------------------------------- | ------- | --------------------------------- | ------- | ------ | ---- | ------ |
| Front Południowo-Zachodni Aleksandr Jegorow | 3 VIII  | 12., 14 Armia, 1 Armia Konna      | 35000   | 27200  | 1535 | 269    |
| Front Południowo-Zachodni Aleksandr Jegorow | 12 VIII | 12., 14 Armie, 1 Armia Konna      | 43000   | 16000  | ?    | 390    |
| Front Południowo-Zachodni Aleksandr Jegorow | 17 VIII | 12., 14 Armie, 1 Armia Konna      | 26500   | 12700  | 1060 | 200    |
|                                             |         |                                   |         |        |      |        |
| Związki operacyjne                          | Data    | Związki taktyczne                 | bagnety | szable | km   | działa |
| 12 Armia Gaspar Woskanow                    | 3 VIII  | 7., 25., 44., 58 DS, BB, BK       | 16800   | 3400   | 550  | 94     |
| 12 Armia Gaspar Woskanow                    | 12 VIII | 7., 25., 44., 58 DS, BB, BK       | 17000   | 3500   | ?    | 112    |
| 12 Armia Gaspar Woskanow                    | 17 VIII | 7., 25., 44 DS, BB, BK            | 8600    | 800    | 280  | 62     |
| 1 Armia Konna Siemion Budionny              | 31 VIII | 4.,6.,9.11.,14 DK, 24.,45 DS      | 7150    | 8800   | 465  | 79+15  |
| 1 Armia Konna Siemion Budionny              | 12 VIII | 4.,6.,9.11.,14 DK, 24.,45., 47 DS | 10500   | 8500   | ?    | 110    |
| 1 Armia Konna Siemion Budionny              | 17 VIII | 4.,6.,11.,14 DK, 24 DS            | 3000    | 7700   | 350  | 50+6   |
| 14 Armia Michaił Mołkoczanow                | 3 VIII  | 41., 60., „Swodna” DS, 8 DK       | 12000   | 500    | 520  | 96     |
| 14 Armia Michaił Mołkoczanow                | 12 VIII | 41.,45.,47.,60 DS, 8 DK           | 16000   | 400    | ?    | 166    |
| 14 Armia Michaił Mołkoczanow                | 17 VIII | 41.,45.,47.,60 DS, 8 DK           | 18000   | 500    | 452  | 110    |

### Wojsko Polskie
W pierwszej dekadzie sierpnia 1920 komendę nad wojskami działającymi na południe od Polesia sprawowało dowództwo Frontu Południowo-Wschodniego, z dowódcą gen. Edwardem Rydzem-Śmigłym i szefem sztabu płk. szt. gen. Tadeuszem Kutrzebą. Dowództwu temu podlegały 3., 2. i 6 Armia, a tej ostatniej Armia Czynna URL.
 Rozkazem Naczelnego Dowództwa Wojska Polskiego nr 8358/III z 6 sierpnia 1920 zmieniono struktury dowodzenia na tym odcinku. Z dniem 8 sierpnia dowództwo 2 Armii podporządkowano dowództwu Frontu Północnego gen. Józefa Hallera, a jego sztab wraz z oddziałami armijnymi przerzucono transportem kolejowym na południe od Warszawy. Dowództwo 2 Dywizji Jazdy i część jej jednostek odeszło do 5 Armii gen. Władysława Sikorskiego. Dywizje wchodzące dotąd w skład 2 Armii podporządkowano dowództwom armii sąsiednich. 1 Dywizja Piechoty Legionów i 4 Brygada Jazdy weszły w skład 3 Armii, a 6 Dywizja Piechoty oraz zreorganizowana 1 Dywizja Jazdy w skład 6 Armii. 10 sierpnia z podległości dowództwa Frontu Południowo-Wschodniego wyłączona została 6 Armia i podporządkowana bezpośrednio Naczelnemu Dowództwu Wojska Polskiego. W tym też czasie ze składu 6 Armii odeszła 18 Dywizja Piechoty i została przerzucona na odcinek Frontu Północnego, gdzie weszła w skład 5 Armii.
12 sierpnia 1920 dotychczasowe dowództwo 6 Armii przekształcone zostało w dowództwo Frontu Południowego, z siedzibą we Lwowie. Dowódcą frontu pozostał gen. Wacław Iwaszkiewicz, a szefem sztabu płk szt. gen. Edmund Kessler. W skład Frontu Południowego weszła zreorganizowana 5 Dywizja Piechoty, 6 DP, 12 DP, 13 DP, Grupa Jazdy oraz Armia Czynna URL gen. Michała Omelianowycza-Pawlenki. 18 sierpnia 1920 wyodrębnione zostało dowództwo „nowej” 6 Armii. Jej dowódcą został gen. Władysław Jędrzejewski, a sztab armii powstał na bazie dowództwa 5 Dywizji Piechoty. Dowództwu frontu podlegały odtąd: 6 Armia w składzie 5., 6. i 13 DP, a ponadto bezpośrednio 12 Dywizja Piechoty, Grupa Jazdy, Armia Czynna URL, DOGen. Lwów i Małopolskie Oddziały Armii Ochotniczej płk. Czesława Mączyńskiego.
| Front Środkowy                         |                     | Front Południowy    | Front Południowy    |
| 3 Armia                                | 6 Armia             | Armii URL           |                     |
| -------------------------------------- | ------------------- | ------------------- | ------------------- |
| 2 Dywizja Piechoty Legionów            | 5 Dywizja Piechoty  | 1 Dywizja Strzelców |                     |
| 7 Dywizja Piechoty                     | 6 Dywizja Piechoty  | 2 Dywizja Strzelców |                     |
| 6 Siczowa Dywizja Strzelców            | 13 Dywizja Piechoty | 3 Dywizja Strzelców |                     |
| Brygada Kozaków Dońskich               |                     | 4 Dywizja Strzelców |                     |
| grupa gen. Bałachowicza                | 5 Dywizja Strzelców |                     |                     |
|                                        | Dywizja Kawalerii   |                     |                     |
| podległe bezpośrednio dowódcom frontu  |                     |                     |                     |
| DOGen. Lublin                          |                     | 12 Dywizja Piechoty | 12 Dywizja Piechoty |
|                                        | 1 Dywizja Jazdy     |                     |                     |
| DOGen. Lwów                            |                     |                     |                     |
| Małopolskie Oddziały Armii Ochotniczej |                     |                     |                     |

1 września nastąpiła całkowita likwidacja dowództw frontów. Armie miały podlegać bezpośrednio Naczelnemu dowództwu WP. Pozostawiono 2.3., 4., i 6 Armię, a 1. i 5 Armię rozformowano. Wojsko Polskie na froncie południowym zorganizowane było w dwie armie. Operowała tu również Armia Czynna URL i formacje białoruskie gen. Bałachowicza. Dwie armie polskie podlegały Naczelnemu Wodzowi marsz. Józefowi Piłsudskiemu, poprzez sprawującego dowództwo na tym odcinku frontu szefa Sztabu Generalnego gen. Tadeusza Rozwadowskiego. Pod koniec września po raz kolejny zreorganizowano dowodzenie na kierunku południowym. Rozkazem z 23 września rozwiązano sztab 3 Armii, a gros jej jednostek wysłano na kierunek północny lub do odwodu naczelnego dowództwa. Pozostałe na ukraińskim teatrze działań wojennych wojska zorganizowano w jedną armię (6 Armia), nad którą dowodzenie przejął gen. Stanisław Haller.

## Pod Beresteczkiem i Brodami
Podczas narady Józefa Piłsudskiego z gen. Edwardem Śmigłym-Rydzem w Chełmie ustalono, że 2 Armia przejdzie do obrony nad Styrem na południe od Łucka, a prawym skrzydłem zgrupowanym na południowy zachód od Beresteczka uderzy na Radziwiłłów i Brody, by wyjść na skrzydło i tyły sowieckiej 1 Armii Konnej.
6 Armia gen. Wacława Iwaszkiewicza miała bronić dostępu do niezajętej jeszcze przez Sowietów części Galicji Wschodniej, cofając się w razie konieczności z linii Styru na rubież: Krasne – Zborów – rz. Strypa, po czym we współdziałaniu z 2 Armią miała uderzyć na Brody i odzyskać linię Zbrucza. W tym czasie 3 Armia gen. Zygmunta Zielińskiego miała powstrzymać napór sowieckiej 12 Armii komarma Gaspara Woskanowa, wycofywać się na Stochód, a do grupy uderzeniowej wydzielić 1 Dywizję Piechoty Legionów gen. Stefana Dęba-Biernackiego.
29 lipca rozpoczęło się polskie natarcie. 1 Dywizja Piechoty Legionów sforsowała Styr, opanowała Ochmatków i Łoparze. W tym czasie 6 Dywizja Piechoty gen. Mieczysława Lindego maszerowała w kierunku wschodnim, a Grupa Operacyjna Jazdy osiągnęła rejon Gorakowa. Po pięciu dniach bitwy, szala zwycięstwa zaczęła przechylać się na stronę polską. Jednak sytuacja na Froncie Północnym, a szczególnie upadek Brześcia, zmusiła Naczelne Dowództwo Wojska Polskiego do przerwania bitwy.
Piłsudski już 2 sierpnia rozkazał gen. Śmigłemu-Rydzowi przesunąć 2 Armię na linię Bugu. 2 Armia otrzymała rozkaz obsadzenia odcinka Włodzimierz Wołyński – Rawa Ruska. Losy bitwy pod Brodami nie zostały rozstrzygnięte. Dowódca sowieckiego Frontu Południowo-Zachodniego Aleksandr Jegorow postanowił wzmocnić wojska Siemiona Budionnego. Pod Brody została skierowana 47 Dywizja Strzelców komdywa Sziły i 8 Dywizja Kawalerii Witalija Primakowa, wchodząca dotychczas w skład 14 Armii Michaiła Mołkoczanowa. Tak wzmocniona 1 Armia Konna uderzyła na wycofującą się polską 2 Armię i zadała jej znaczne straty. Pod Brodami pozostała osamotniona 18 Dywizja Piechoty gen. Franciszka Krajowskiego. 5 sierpnia uderzyły na nią 4. i 11 Dywizja Kawalerii wspomagane 45 Dywizją Strzelców. Generałowi Krajowskiemu udało się jednak wyjść z okrążenia i odzyskać swobodę manewru.
4 sierpnia gen. Wacław Iwaszkiewicz wydał rozkaz operacyjny nr 40179, który nakazywał grupie gen. Pawła Szymańskiego przejść do odwodu, 3 Armia miała bronić Lubelszczyzny, a główny ciężar walki z Frontem Południowo-Zachodnim miały wziąć na siebie 6 Armia i Armia gen. Omelianowicza-Pawlenki.
6 sierpnia ND WP wydało rozkaz do przegrupowania i reorganizacji wojsk. Front przeniesiono na linię: Orzyc-Narew z przyczółkiem mostowym Pułtusk - przyczółek Warszawa-Wisła-przyczółek Dęblin-Wieprz i dalej wzdłuż Seretu lub Strypy. Linię frontu podzielono na trzy odcinki. Północny, od granicy niemieckiej w Prusach Wschodnich do Dęblina włącznie, był broniony przez Front Północny gen. Hallera. Front Środkowy gen. Śmigłego-Rydza bronić miał pozycji od Dęblina de Brodów. W skład Frontu Środkowego wchodziła między innymi 3 Armia gen. Zygmunta Zielińskiego, broniąca odcinka od Koch do Brodów. Front Południowy, złożony z 6 Armii gen. Władysława Jędrzejewskiego i Armii Ukraińskiej gen. Omelianowicza-Pawlenki, przewidziany był do obrony Galicji Wschodniej, a przede wszystkim Lwowa i Zagłębia Naftowego.

## Na Lubelszczyźnie
Podczas bitwy na przedpolach Warszawy największym zagrożeniem dla wojsk broniących Lubelszczyzny była sowiecka 12 Armia, która na niektórych odcinkach już 12 sierpnia sforsowała Bug. Jednak mimo słabej polskiej obrony armia ta nie zdecydowała się energiczniejszą akcję zaczepną. Sowieci zajęli Hrubieszów.
Celem wyparcia Sowietów za Bug, lokalne działania podejmowała 7 Dywizja Piechoty, a grupa płk. Olszyny-Wilczyńskiego została skierowana do odzyskania Chełma. Pierwsza na pole bitwy przybyła 2 DP Leg., która wraz z 7 DP miała nacierać na Hrubieszów i tym samym zerwać sowieckie przygotowania do ofensywny. Natarcie rozpoczęte 20 sierpnia doprowadziło do zajęcia miasta przez Polaków oraz odrzucenia Rosjan za Bug. Realnie największe zagrożenie dla wojsk broniących Lubelszczyzny stanowiła jednak 1 Armia Konna. 16 sierpnia Jegorow wydał dyrektywę nr 787 o zastąpieniu 1 Armii Konnej pod Lwowem przez dywizje z grupy Jakira i skierowania jej na Lubelszczyznę.
Budionny do działań zaczepnych na kierunku lubelskim przystąpił dopiero 27 sierpnia. Główne kolumny maszerowały z Sokala przez Kryłów-Waręż w kierunku północno-zachodnim. Niepełna jeszcze grupa gen. Stanisława Hallera otrzymała rozkaz wyprowadzenia natarcia z rejonu Bełza w skrzydło i tyły 1 Armii Konnej. W tym czasie 2 Dywizja Piechoty Legionów uderzyła w Żabince na oddziały 57 Dywizji Strzelców ze składu 12 Armii.
28 sierpnia Budionny zajął Tyszowce i wyszedł na linię: Koniuchy-Komarów-Czartowiec. Gros jego armii kierowało się na Krasnystaw, zaś słabsza kolumna przecięła linię kolejową między Miączynem a Zawadami opanowując Grabowiec. Czołowe jego oddziały zbliżały się do Zamościa.
30 sierpnia gen. Sikorski wydał rozkaz okrążenia i zniszczenia konnicy Budionnego. W tym też dniu do natarcia przystąpiła sowiecka 12 Armia. Skomplikowało to nieco polskie przygotowania, lecz dość szybko udało się Sowietów wyprzeć za  Bug.
31 sierpnia rozpoczęły się walki pod Komarowem. Rozegrana w dwóch fazach bitwa zakończyła się zwycięstwem Polaków, a Budionny dał sygnał do odwrotu. Jedna z grup sowieckiej kawalerii przedarła się pod Horodyniem Ruskim, druga walczyła w rejonie Miączyn -Zawolew, trzecia koncentrowała się w rejonie Udrycze-Sitawiec-Łańsk.
Dowódca 3 Armii nakazał grupie gen. Hallera przeciąć drogi odwrotu konnicy Budionnego w rejonie Tyszowiec. Do natarcia przystąpiła też 10 Dywizja Piechoty, a zadanie blokowania działań 1 Armii otrzymała 7 Dywizja Piechoty.
Budionny zarządził odwrót swoich oddziałów na wschód. Grupie Operacyjnej gen. Hallera nie udało się zatrzymać Budionnego przed Huczwą, w Tyszowcach i Wakijowie, a IV BP Leg. w czasie przeprawy przez tę rzekę. Kozacy zostali zmuszeni do walk 5 września na dwóch izolowanych obszarach: pod Hrubieszowem i  w rejonie Werbkowic. 6 września Sowieci zostali całkowicie wyparci z Lubelszczyzny, ale 1 Armia Konna zachowała spójność organizacyjną i nadal była groźnym przeciwnikiem.

## Walki w obronie Galicji Wschodniej i Lwowa

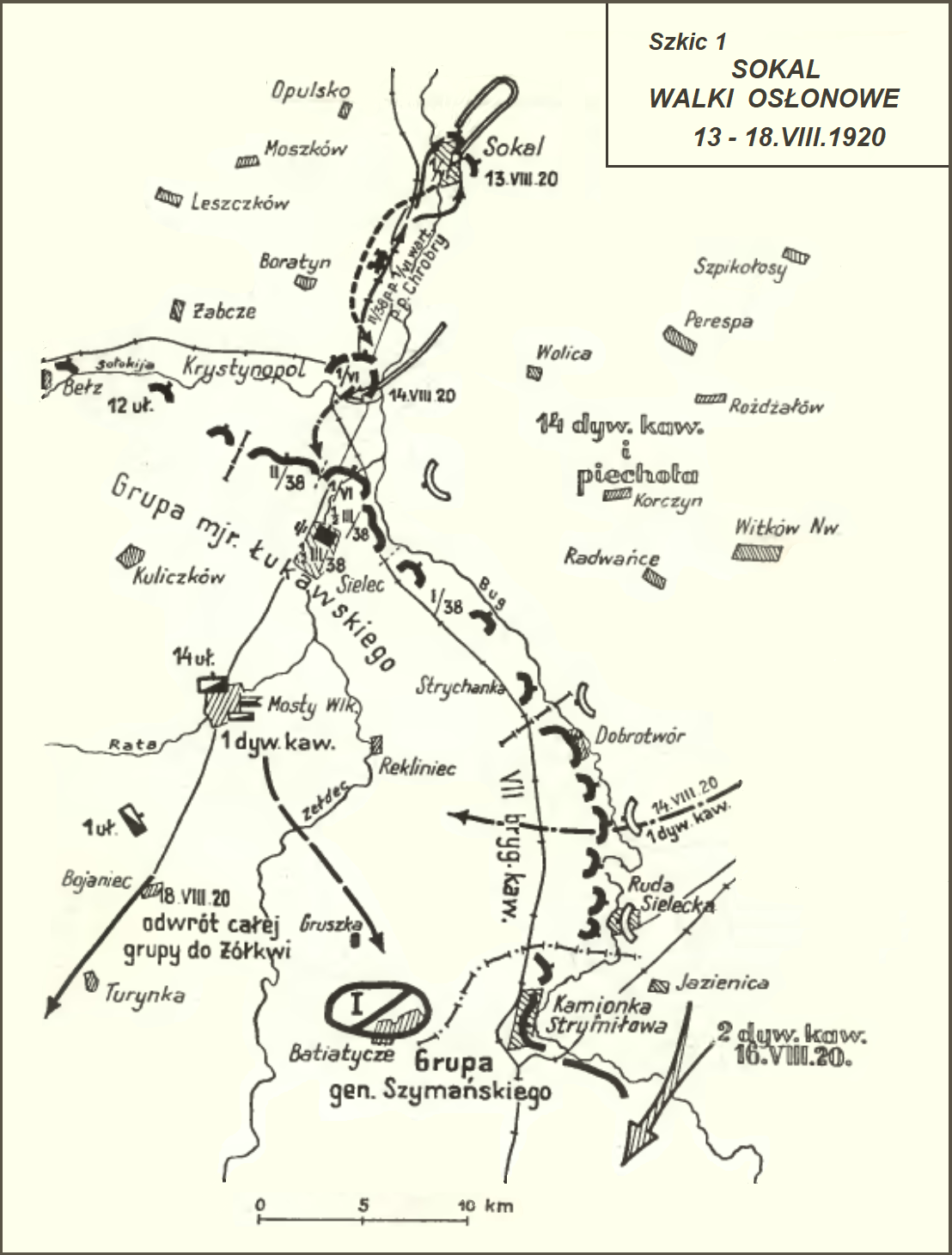
Walki osłonowe 13–18 sierpnia

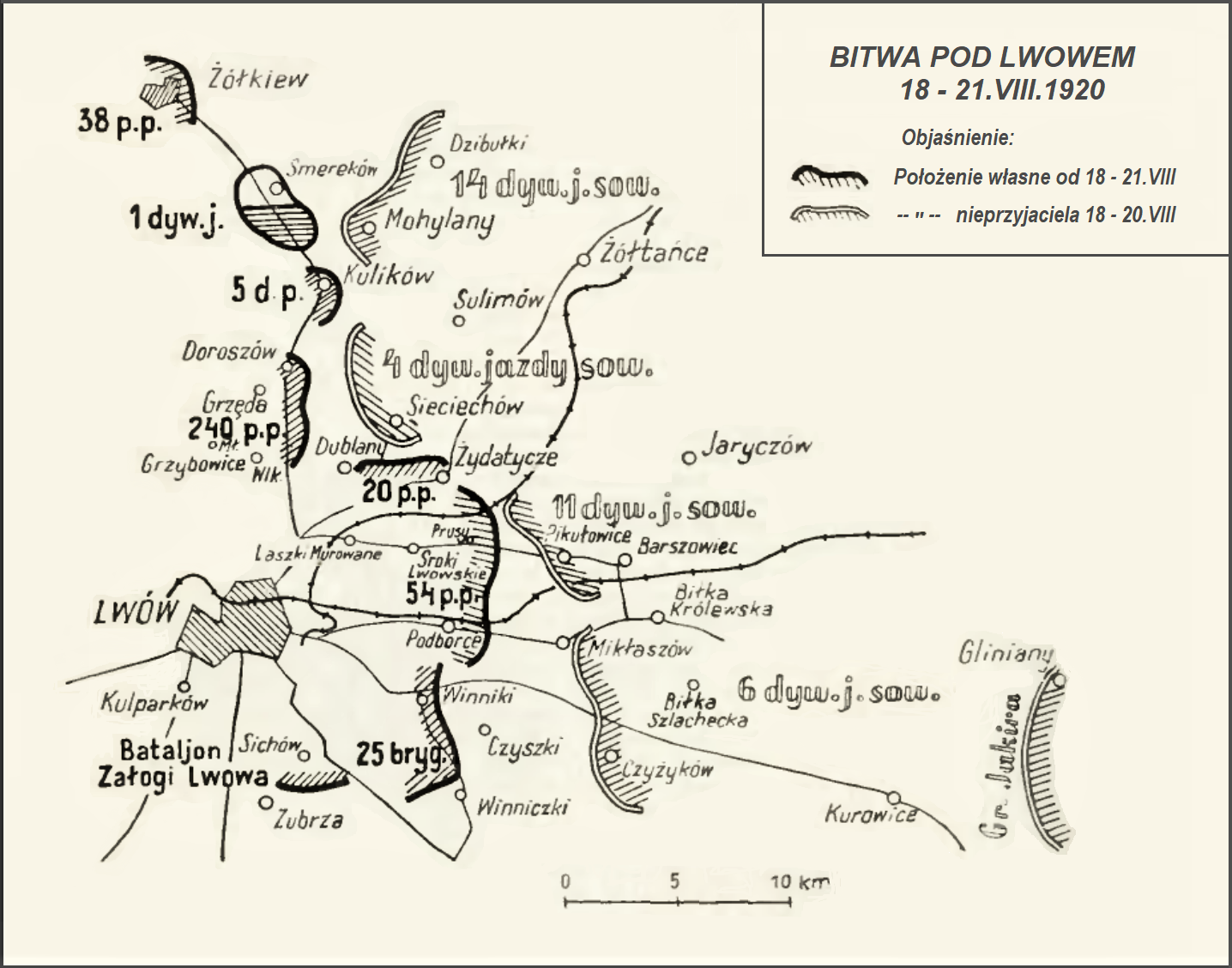
Bitwa pod Lwowem

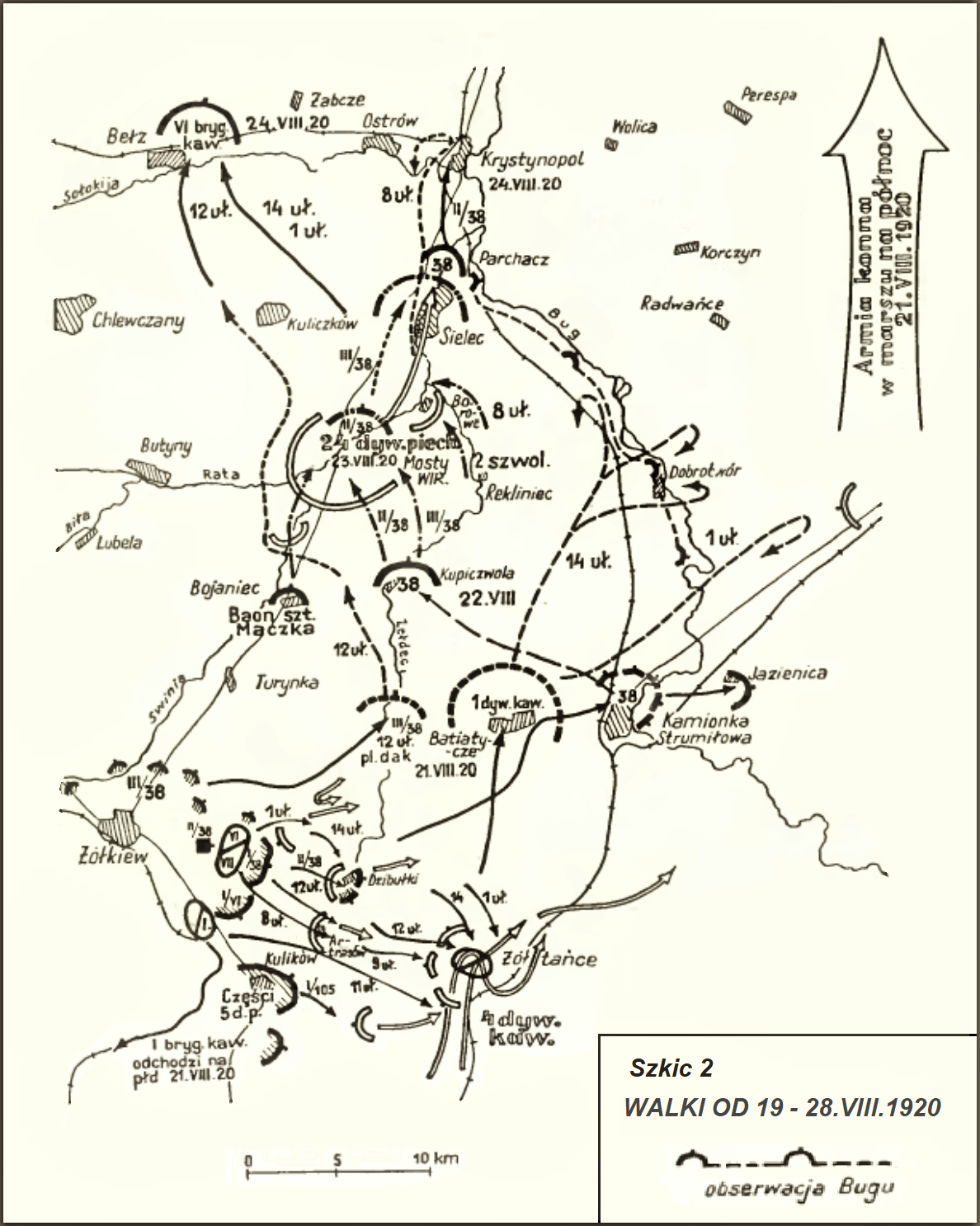
Walki w dniach 19–28 sierpnia

Galicji Wschodniej, w tym Lwowa, bronił Front Południowy gen. Wacława Iwaszkiewicza. W dniach 14-15 sierpnia zajmował on nowe pozycje obronne nad Bugiem, będąc w permanentnej walce z przeciwnikiem. Kierunku lwowskiego broniły nieliczne formacje grupy gen. Pawła Szymańskiego, 6 Dywizja Piechoty i oddziały ochotnicze. 16 sierpnia natarcie w kierunku na Lwów rozpoczęła 1 Armia Konna Siemiona Budionnego. Przełamała ona polską obronę w rejonie Kamionki Strumiłowej. Dzień wcześniej na południu frontu do natarcia  przystąpiła też sowiecka 14 Armia, sforsowała Strypę i atakowała pozycje 12. oraz 13 Dywizji Piechoty.
15 sierpnia szef SG WP gen. Tadeusz Rozwadowski wydał dyrektywę operacyjną dla Frontu Południowego. Realizując ją, gen. Iwaszkiewicz nakazał zerwać z systemem trzymania linii i przejść do działań manewrowych. Siły główne 1 Armii Konnej pod wieczór 17 sierpnia wyszły w rejon Zadwórze - Jaryczów Nowy-Chreniów i uniemożliwiły koncentrację 6 Dywizji Piechoty, która maszerowała do rejonu Żydatycze-Prusy-Barszczowice. Cofały się też 5 DP i 13 DP. W tym dniu podejść do Lwowa od północnego wschodu bronił 54 pułk piechoty i formacje ochotnicze obsadzające odcinek Zadwórze - Krasne. Między innymi batalion kpt. Bolesława Zajączkowskiego pod Zadwórzem blokował marsz na Lwów konnicy Budionnego. Poległo 318 jego żołnierzy. Zadwórze urosło do rangi „polskich Termopil”.
18 sierpnia najcięższe walki trwały w rejonie wiosek Żółtańce-Kłodno- Horpin. Polacy za cenę dużych strat znacznie przyhamowali marsz Budionnego na Lwów. 1 Armia Konna dopiero 19 sierpnia rozpoczęła generalny szturm na pozycje obronne wokół Lwowa. Kawaleria Budionnego nie była w stanie sforsować polskich linii obronnych.
Wobec wielokrotnie ponawianych nieudanych prób wdarcia się do Lwowa, wieczorem 20 sierpnia Budionny nakazał przerwanie szturmu i rozpoczął spóźnione wypełnianie dyrektywy Kamieniewa o wejściu 1 Armii Konnej w podporzadkowanie dowódcy Frontu Zachodniego i przejściu na Lubelszczyznę.
Gen. Iwaszkiewicz zamierzał doprowadzić do pobicia zarówno kawalerii Budionnego, jak i piechoty z Grupy Jony Jakira. Wobec nieudanych prób pościgu za konarmią, działania przeciw niej przerwano. 22 sierpnia utworzona została Grupa Operacyjna gen. Stanisława Hallera, której zadaniem było rozbicie 44 Dywizji Strzelców działającej na osi Rawa Ruska – Sokal. W ten sposób Front Południowy, dowodzony od 22 sierpnia przez gen. Roberta de Lamezana-Salinsa, częścią sił wspierał działania militarne prowadzone w ramach operacji warszawskiej.
Po odejściu spod Lwowa Kawaleria Budionnego zgrupowała się w okolicach Sokala, z zamiarem uderzenia na Krasnystaw-Lublin. Naczelne Dowództwo  WP, spodziewając się ofensywy 1 Armii Konnej i 12 Armii, kierowało na Lubelszczyznę wszystkie dostępne wojska. Dowódcą 3 Armii został gen. Władysław Sikorski. Jej zadaniem było zatrzymanie i zniszczenie armii Budionnego i 12 Armii. Dopiero później przewidziano działania na Wołyniu i w Galicji Wschodniej. Osaczenia i zniszczenia 1 Armii Konnej zamierzano dokonać między twierdzą zamojską a bagnami rzeki Huczwy, siłami 3 Armii i Grupy Operacyjnej gen. Stanisława Hallera. Działania pomocnicze prowadzone miały być w Galicji.
25 sierpnia dowódca Frontu Południowego gen. de Lamezan- Salins nakazał 6 Armii uderzyć w kierunku Lwów-Złoczów i wyprzeć na południe oddziały grupy Jony Jakira. W tym czasie Armia URL prowadziła walki, których celem było sforsowanie Dniestru. W tej fazie walk najważniejszym jednak zadaniem było niedopuszczenie do zajęcia Lubelszczyzny przez 12 Armię i 1 Armię Konną. Budionny do działań zaczepnych na kierunku lubelskim przystąpił dopiero 27 sierpnia. Główne kolumny maszerowały z Sokala przez Kryłów-Waręż w kierunku północno-zachodnim. Niepełna jeszcze grupa gen. Stanisława Hallera otrzymała rozkaz wyprowadzenia natarcia z rejonu Bełza w skrzydło i tyły 1 Armii Konnej. W tym czasie 2 Dywizja Piechoty Legionów uderzyła w Żabince na oddziały 57 Dywizji Strzelców. 28 sierpnia Budionny zajął Tyszowce i wyszedł na linię: Koniuchy-Komarów-Czartowiec. Gros jego armii kierowało się na Krasnystaw, zaś słabsza kolumna przecięła linię kolejową między Miączynem a Zawadami opanowując Grabowiec. Czołowe jego oddziały zbliżały się do Zamościa.

## Operacja wołyńsko–podolska
Jeszcze pod koniec bitwy pod Zamościem 2 września polskie Naczelne Dowództwo zdecydowało, iż 3 i 6 Armia, po stosownym przegrupowaniu, około 10 września podejmą większą akcję w kierunku wschodnim celem „nie tylko odrzucenia nieprzyjaciela poza granice Małopolski, lecz także rozbicia i zdezorganizowania jego sił tak, aby później można było utrzymać front przy użyciu słabych sił własnych".
4 września Józef Piłsudski odbył we Lwowie konferencję z dowódcą 6 Armii, a 7 września ND WP wydało odpowiedni rozkaz. 6 Armia miała rozbić nieprzyjaciela, znajdującego się między rzekami Gniła Lipa i Zbrucz, spychając go w kierunku północno-wschodnim w rejon działań 3 Armii, przy jednoczesnym odcięciu mu dróg odwrotu na Tarnopol. W pasie między 6 Armią a granicą rumuńską nacierać miała Armia Ukraińska. Po dokonaniu niezbędnych przegrupowań, pod koniec pierwszej dekady września, wojska polsko-ukraińskie byty gotowe do działań.
3 Armia gen. Sikorskiego stała rozwinięta nad Bugiem w kierunku Wołynia, 6 Armia gen. Roberta Lamezan-Salinsa osłaniała kierunek na Lwów i Mikołajów, a Armia Pawlenki linię Dniestru po granicę rumuńską. Naprzeciw tych wojsk stało lewe skrzydło sowieckiego Frontu Zachodniego, to jest 12 Armia i 1 Armia Konna Budionnego, oraz prawe skrzydło Frontu Południowo-Zachodniego, czyli 14 Armia. 3 Armia przystąpiła do działań 11 września. Wstępnym etapem był zagon grupy motorowej mjr. Włodzimierza Bochenka wyprowadzony z Włodawy, który przeprawił się przez Bug i następnego dnia opanował Kowel. Za nim ruszyło natarcie sił głównych armii, a 14 września grupa gen. Stanisława Hallera zdobyła Włodzimierz Wołyński, w dwa dni później Łuck, a działający jako operacyjna grupa manewrowa Korpus Jazdy gen. Rómmla 18 września dotarł do Równego. W tym czasie grupa gen. Żeligowskiego osiągnęła Krzemieniec. Na południu uderzyła polska 6 Armia. 18 września zajęła ona Tarnopol, po sforsowaniu Zbrucza zdobyła Jampol, a 25 września Zasław. Przeciwnik działający na Wołyniu i Podolu został pobity.
Naczelny Wódz zdecydował zatem o ściągnięciu z kierunku ukraińskiego części zwolnionych jednostek i skierowaniu ich w obszar rozgrywającej się bitwy nad Niemnem. Rozkazem z 23 września rozwiązał sztab 3 Armii i nakazywał skierowanie wchodzących w jej skład 9. i 10 Dywizji Piechoty oraz brygady Jakowlewa w rejon Brześcia, gdzie tworzył się odwód Naczelnego Dowództwa, a działająca na Polesiu grupa gen. Krajowskiego przeszła pod rozkazy dowództwa 4 Armii. Pozostałe oddziały zostały na Wołyniu, stworzyły grupę gen. Jędrzejewskiego i zostały podporządkowane dowództwu 6 Armii. W tym czasie głównodowodzący Armią Czerwoną Kamieniew, nie mając jeszcze pełnego obrazu sytuacji na Białorusi, dyrektywą z 24 września podporządkował dowódcy Frontu Południowo-Zachodniego Jegorowowi 12 Armię, a 1 Armię konną wycofał do odwodu. Sowiecki front na Ukrainie miał utrzymać linię Korosteń-Żytomierz-Berdyczów-Żmerynka.

## Walki końcowe
Po reorganizacji wojsk polskich na północy działała Wołyńska Grupa Operacyjna gen. Władysława Jędrzejewskiego,  na Podolu działała Grupa Południowa gen. Franciszka Latinika w składzie 8 i 12 DP oraz samodzielna 1 Brygada Jazdy. Prawe skrzydło nad Dniestrem nadal tworzyła armia gen. Omelianowicza-Pawlenki. 6 Armia  liczyła w tym czasie około 120 000 żywionych, z tego 44 000 „bagnetów” i ponad 7 000 „szabel”. Na uzbrojeniu armia posiadała 1300 karabinów maszynowych i 300 dział. Sowiecki Front Południowo-Zachodni miał w swojej strukturze 12 i 14 Armię, a w ich szeregach około 69 000 żołnierzy, z tego 18 000 „bagnetów” i 3700 „szabel”. Front dysponował około 880 karabinami maszynowymi i 160 działami. Zadaniem strony sowieckiej były lokalne akcje zaczepne w celu wyjścia Frontu Południowo-Zachodniego nad Styr, wygrywania czasu potrzebnego na podejście wielkich posiłków po zlikwidowaniu wojsk Wrangla.
Prowadząc działania lokalne, 6 Armia do połowy października wyszła na linię Uborci - Słucza - Lubaru i Latyczowa, a wojska URL zajęły Kamieniec Podolski i osiągnęły Bar. Końcowym etapem działań był zagon Korpusu Jazdy na Korosteń. Sukces płk. Rómmla doprowadził do podcięcia sieci zaopatrzenia Frontu Południowo-Zachodniego, a akcja ta ułatwiła dalsze działania armii Ukraińskiej Republiki Ludowej.
Po wejściu w życie rozejmu ryskiego wojsko polskie zajęło wyznaczoną linię na Wołyniu i Podolu.